# Narberth Chaos
Il Narberth Chaos è una struttura geologica della superficie di Europa.